# San Francisco, Tierra Blanca
San Francisco är en ort i Mexiko.   Den ligger i kommunen Tierra Blanca och delstaten Veracruz, i den sydöstra delen av landet, 280 km öster om huvudstaden Mexico City. San Francisco ligger 163 meter över havet och antalet invånare är 315.
Terrängen runt San Francisco är platt, och sluttar brant österut. Runt San Francisco är det ganska tätbefolkat, med 65 invånare per kvadratkilometer. Närmaste större samhälle är Cosolapa, 19,3 km sydväst om San Francisco. Trakten runt San Francisco består till största delen av jordbruksmark.